# Аринка
«Аринка» — советская лирическая производственная комедия, поставленная на киностудии «Ленфильм» в 1939 году режиссёрами Юрием Музыкантом и Надеждой Кошеверовой.
Премьера фильма состоялась 7 марта 1940 года.

## Сюжет
Аринка вместе с отцом живёт на отдалённом участке железной дороги. Её отец, путевой обходчик, поехал в управление сдавать экзамен на дорожного мастера, но, переволновавшись, очень неудачно отвечал на задаваемые вопросы. Виновником своего неуспеха он посчитал молодого машиниста, сидевшего рядом с экзаменатором. Вернувшись домой, он с горечью сказал дочери, что их отправили на пенсию и надо переезжать в город. За время его отсутствия к Аринке с цветами пришёл влюблённый в неё машинист поезда, ежедневно проезжающего их участок. В этом молодом человеке Степан Степанович, к удивлению узнал своего вчерашнего «обидчика».

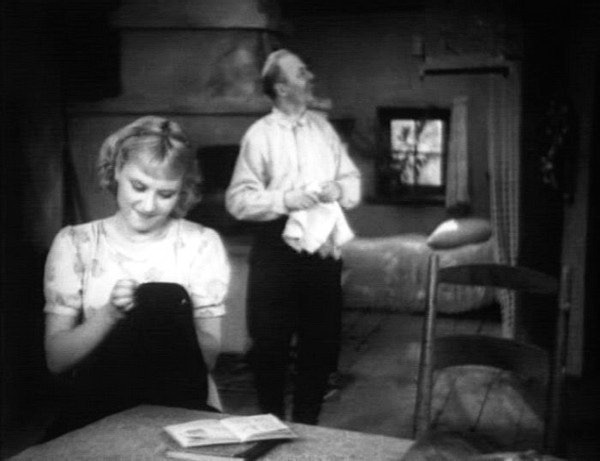
Кадр из фильма Аринка

## В ролях

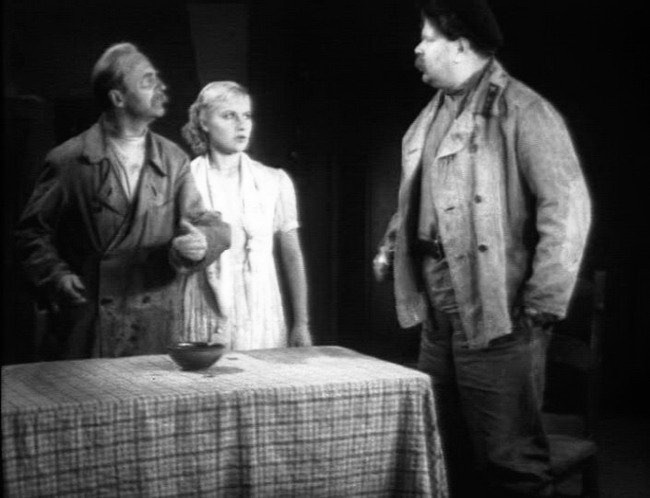
Кадр из фильма «Аринка»

- Лариса Емельянцева — Аринка (Арина Степановна Архипова)
- Николай Коновалов — заслуженный артист республики — Степан Степанович Архипов — отец Аринки
- Александр Кулаков — Василий Иванович Сергеев — машинист
- Павел Суханов — Костя — помощник машиниста
- Валентин Киселёв — заслуженный артист республики — заместитель начальника дороги
- Алексей Бонди — заслуженный артист республики — Алексей Михайлович — начальник станции

### В титрах не указаны
- Мария Барабанова — секретарь заместителя начальника дороги
- Михаил Майоров — эпизод
- Алексей Матов — приятель Степана Степановича
- Герман Орлов — мастер
- Сергей Филиппов — старый железнодорожник, приятель Степана Степановича
- Владимир Фокин — приятель Степана Степановича
- П. Москвин — приятель Степана Степановича

## Съёмочная группа
- Авторы сценария — Семён Полоцкий, Матвей Тевелев
- Режиссёры — Юрий Музыкант, Надежда Кошеверова
- Оператор — Аполлинарий Дудко
- Художник — Александр Блэк
- Композитор — Никита Богословский
- Директор картины — Пётр Подвальный
- Ассистент режиссёра — А. Голышев
- Ассистент по монтажу — Нина Керстенс
- Звукооператор — Афанасий Симановский
- Текст песен — Василий Лебедев-Кумач
- Аккомпанемент на гитаре — Сергей Сорокин[2]

## Звуковая дорожка
- «Песню Аринки» («Не пойму, почему всё переменилось...») (Н. Богословский — В. Лебедев-Кумач) исполнила Зинаида Тарская[3]

## Критика
Фильм был положительно оценён критиками:

С. Гинзбург писал в газете «Кино» в обзоре этих комедий: «Только режиссёры Ю. Музыкант и Н. Кошеверова дали произведение лучшее, чем положенный в его основу сценарий». «Это, пожалуй, лучший фильм среди рассматриваемых комедий», — признавал и журнал «Искусство кино». Ф. Карэн писал о постановщиках «Аринки»: «Они показали своё настоящее комедийное дарование — умение чувствовать, подмечать смешное в жизни и создавать комическое в искусстве. В этом порука тому, что авторы «Аринки» смогут создавать превосходные советские кинокомедии — умные и смешные».